# Лесној
Лесној (рус. Лесной) је затворени град у Русији у Свердловској области. Основан је 1947 а статус града има од 1954. Звао се Свердловск-45 од 1954. до 1994.
Према попису становништва из 2010. у граду је живело 50.364 становника. Главно градско предузеће - фабрика Електрохимприбор (Комбинат "Электрохимприбор"), производња изотопа.

## Становништво
Према прелиминарним подацима са пописа, у граду је 2010. живело 50.364 становника, 2.831 (5,32%) мање него 2002.
| 2002.  | 2010.  |
| ------ | ------ |
| 53.195 | 50.363 |